# ماتیاس سیدل
ماتیاس سیدل (انگلیسی: Matthias Seidl؛ زادهٔ ۲۴ ژانویهٔ ۲۰۰۱) بازیکن فوتبال اهل اتریش است.
وی همچنین در تیم‌های ملی فوتبال زیر ۲۱ سال اتریش و اتریش بازی کرده‌است.